# Gaubitsch
Gaubitsch là một thị xã thuộc huyện Mistelbach trong bang Niederösterreich.